# ايب (فلم)
ايب (بالإنجليزية: Abe) هو فيلم كوميدي درامي أمريكي من بطولة نواه شناب، عرض الفيلم لأول مرة في مهرجان سندانس السينمائي في 26 يناير 2019.

## القصة
ايب صبي يبلغ من العمر 12 عامًا، يقوم بالطهي لتوحيد عائلته النصف فلسطينية ونصف إسرائيلية، لكن لم يسر الأمر كما كانت الخطة.

## طاقم التمثيل
نواه شناب بدور ايب (الشخصية الرئيسية).
سيو جورجي بدور تشيكو (الطباخ).
داغمارا دومنزيك بدور ريبيكا (والدة ايب).
أريان مؤيد بدور عمر(والد ايب).

## روابط خارجية
- Abe على IMDB
- Abe على روتن توميتوز